# Cholera im Jemen seit 2016

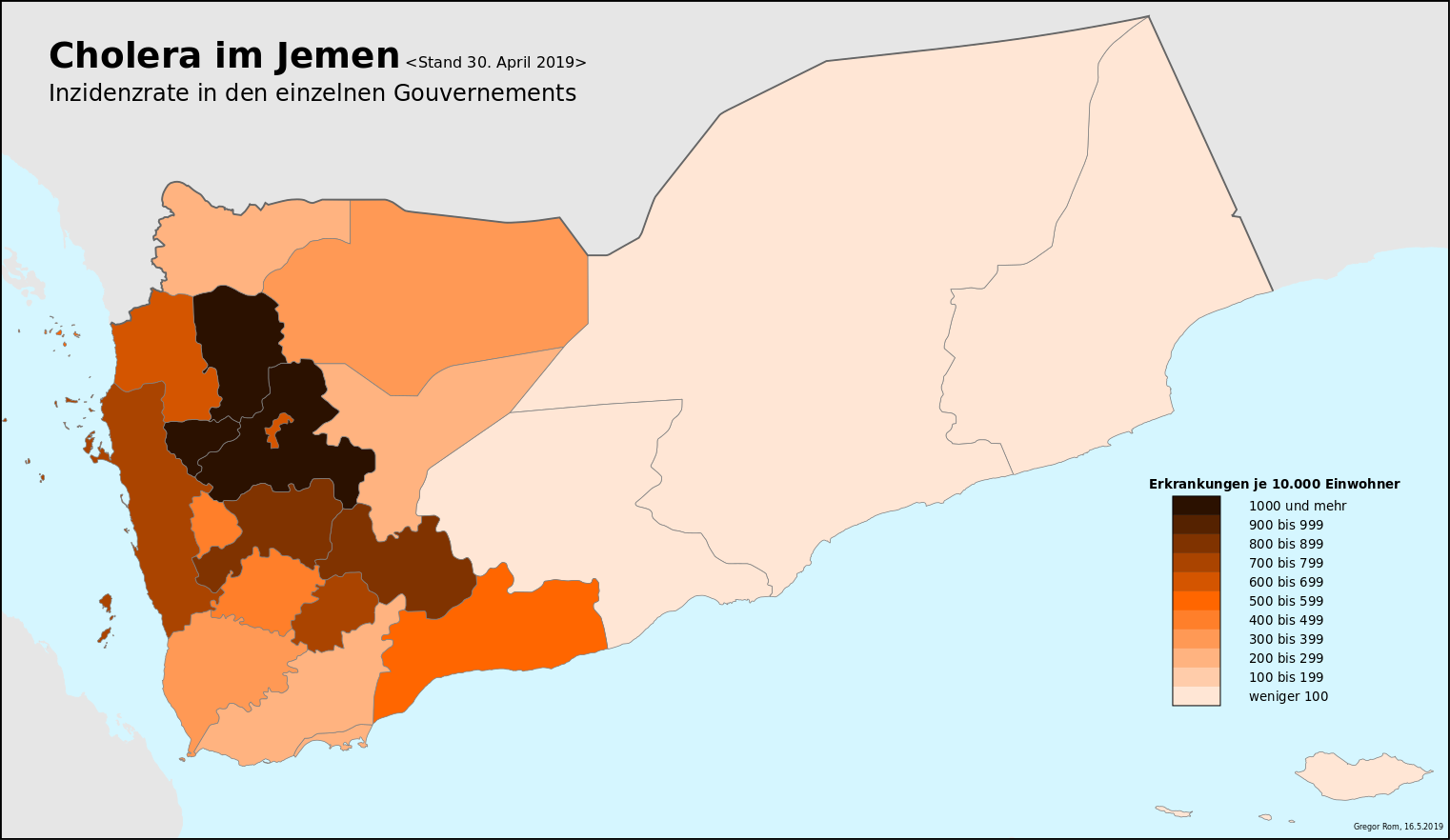
Grafische Darstellung der Erkrankungen je 10.000 Einwohner in den einzelnen Gouvernements Jemens seit dem 24. April 2017, Stand 30. April 2019

Im September 2016 kam es zum Ausbruch der Cholera im Jemen. Es handelt sich im Verlauf um das historisch und global schwerste Auftreten dieser Infektionskrankheit. Zwei epidemieartige Erkrankungswellen der Cholera sind seither für den Jemen dokumentiert. Über 1,7 Millionen Verdachtsfälle auf die Erkrankung und 3400 Todesfälle sind erfasst. Die WHO sieht die Cholera im Jemen als Teil einer seit 1961 grassierenden Pandemie, der längsten Pandemie derzeit überhaupt (Stand Mai 2019).

## Verlauf
Wohl bereits im September 2016 war die Cholera kriegsbedingt in Folge der seit 2015 erfolgten Militärintervention im Jemen ausgebrochen. Während einer ersten Epidemie beziehungsweise epidemischen Welle traten über 25.000 Verdachtsfälle auf. Diese Welle ebbte bis zum Frühjahr 2017, laut WHO dauerte sie bis 23. April 2017 an, wieder ab. 
Ab 24. April 2017 kam es zu einem zweiten, wesentlich schwereren Wiederausbruch der Krankheit, der bis 2019 andauerte. Bis zum 31. Dezember 2018 wurden während der zweiten Epidemie 1.391.329 Verdachtsfälle auf Cholera statistisch erfasst. 2.741 Todesfälle wurden bis zu diesem Datum von der WHO gezählt. Landesweit erkrankten statistisch von insgesamt 10.000 Einwohnern 493,95 an Cholera (Inzidenzrate 493,95/10.000). Betroffen waren in besonderem Maße die westlichen Landesteile. Die fünf am stärksten betroffenen Gouvernements waren ʿAmrān (1.258,21 von 10.000 Einwohnern), al-Mahwīt (1.087,47 von 10.000 Einwohnern), Sanaa (781,53 von 10.000 Einwohnern), Dhamār (704 von 10.000 Einwohnern) und ad-Dāliʿ (652,50 von 10.000 Einwohnern). Die meisten Todesfälle traten in den Städten Haddscha (472), Ibb (371), al-Hudaida (343) und Taizz (221) auf.
Kumulativ die erste und zweite Erkrankungswelle zusammengefasst wurden im Jemen von Oktober 2016 bis zum 30. April 2019 1.704.246 Verdachtsfälle auf Cholera und 3.438 bestätigte Todesfälle registriert. Die Letalität lag somit bei etwa 0,2 Prozent. Kinder unter 5 Jahren machten etwa 28 Prozent der Verdachtsfälle aus.

## Erreger
Anhand des Bakterien-Genoms konnte nachvollzogen werden, dass der Cholera-Erreger (Vibrio cholerae) über Ostafrika aus Südasien in den Jemen eingeschleppt wurde. So war der Bakterienstamm 2012 für einen ersten Ausbruch in Südasien verantwortlich. Weitere kleinere Ausbrüche gab es laut einer 2019 im Fachmagazin Nature veröffentlichten Studie 2013 und 2014 in Ostafrika. Von dort gelangte das Bakterium über das Rote Meer in den Jemen. Der für die Epidemie verantwortliche Cholera-Stamm ist im Gegensatz zu anderen weniger resistent gegenüber Antibiotika, da vier für Resistenzen wichtige Gene verloren gegangen sind. Somit ist die Cholera eigentlich gut mit entsprechenden Antibiotika behandelbar.